# Boris Žnidarič
Boris Žnidarič, slovenski policist, veteran vojne za Slovenijo in visokošolski predavatelj, zavarovalničar, * 1948
Med 1. aprilom 1994 in 2. aprilom 1998 je bil državni sekretar Republike Slovenije na Ministrstvu za obrambo Republike Slovenije. Med leti 1986 in 1990 je bil dekan Višje šole za notranje zadeve.
Med osamosvojitveno vojno je kot pomočnik ministra za notranje zadeve in namestnik poveljnika slovenske policije aktivno sodeloval v razširjeni republiški koordinaciji, v času spopadov tudi v glavnem poveljstvu milice in Teritorialne obrambe ter sodeloval na pogajanjih za prekinitev sovražnosti 3. julija 1991 v Zagrebu (z Dušanom Plutom in Miranom Bogatajem), nato na Brionskih pogajanjih 7. julija 1991 in celotno poletje 1991 v t.i. Bogatajevi komisiji, ki je usklajevala podrobnosti glede odhoda Jugoslovanske ljudske armade iz Slovenije. Nazadnje je poveljeval načrtovanju in izvajanju operativne akcije odhoda JLA iz Slovenije skozi Luko Koper v času od 20. do 25. oktobra 1991.
Leta 1993 je prejel srebrni častni znak svobode Republike Slovenije »za izjemne zasluge pri obrambi svobode in uveljavljanju suverenosti Republike Slovenije«.